# Петропавловская церковь (Камбарка)
Храм Первоверховных Апостолов Петра и Павла — приходской храм Сарапульской епархии Русской православной церкви в городе Камбарка Удмуртской республики.
Согласно «Ведомостям» строительство каменного храма начато в 1884 году, на средства Бирского купца 2-й гильдии Гавриила Степановича Кондюрина. К 1889 году строительство завершено и 17 сентября состоялось освящение церкви которую совершил, Преосвященный Владимир епископ Пермский и Соликамский в сослужении ключаря Кафедрального собора священника Дмитрия Коровина, благочинного 1-го Осинского округа, священника Пьянкова, священника Николая Сбитнева, священника Стефана Лукашина и священников Василия Корепонова, Василия Корепонова и Андрея Кузнецова. Храм был освящён во имя Святых Первоверховных Апостолов Петра и Павла.
Указом Святейшего Правительствующего Синода от 4 марта 1885 года за № 4 храму было положено: священник, диакон и псаломщик, но за скудостью средств вакансия диакона оставалась свободной.
Согласно Постановлению Совета народных комиссаров Удмуртской АССР от 9 мая 1941 года за № 868 здание полуразрушенной церкви было передано литейно-механическому заводу для использования под компрессорную станцию.
В октябре 2005 года, в связи с банкротством завода, здание церкви было продано с аукциона ижевскому предпринимателю за 408 тысяч рублей. В декабре 2006 года зданию церкви был присвоен статус объекта культурного наследия (памятника истории и культуры) регионального значения. Спустя три года, в марте 2009 года распоряжением Правительства Удмуртской Республики здание было снято с государственной охраны, в связи с чем Федеральная служба по надзору за соблюдением законодательства в области охраны культурного наследия обратилась в суд с требованием отменить решение республиканского правительства.
В 2007 году началась реставрация храма.

## Фотогалерея

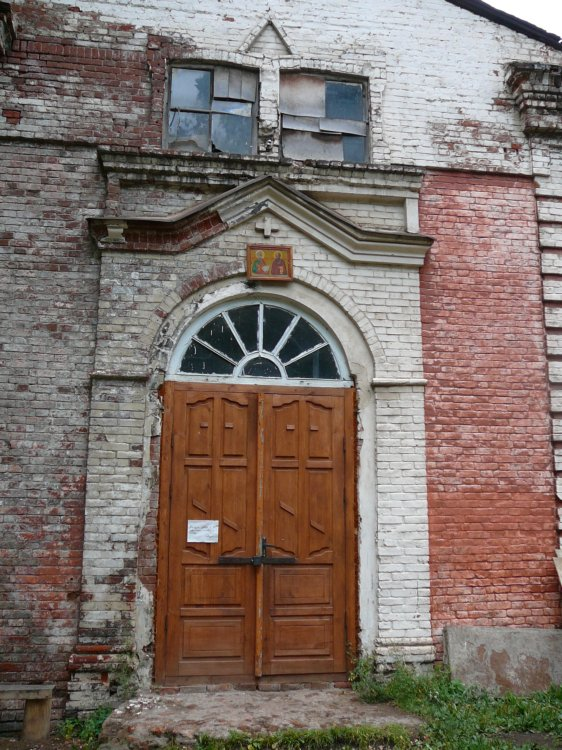